# Acirsa cerralvoensis
Acirsa cerralvoensis is een slakkensoort uit de familie van de Epitoniidae. De wetenschappelijke naam van de soort is voor het eerst geldig gepubliceerd in 1970 door DuShane.